# Liste der Gemeindeverbände im Département Morbihan
Das Département Morbihan liegt in der Region Bretagne in Frankreich. Es untergliedert sich in 15 Gemeindeverbände.
Siehe auch: Liste der Gemeinden im Département Morbihan

## Gemeindeverbände

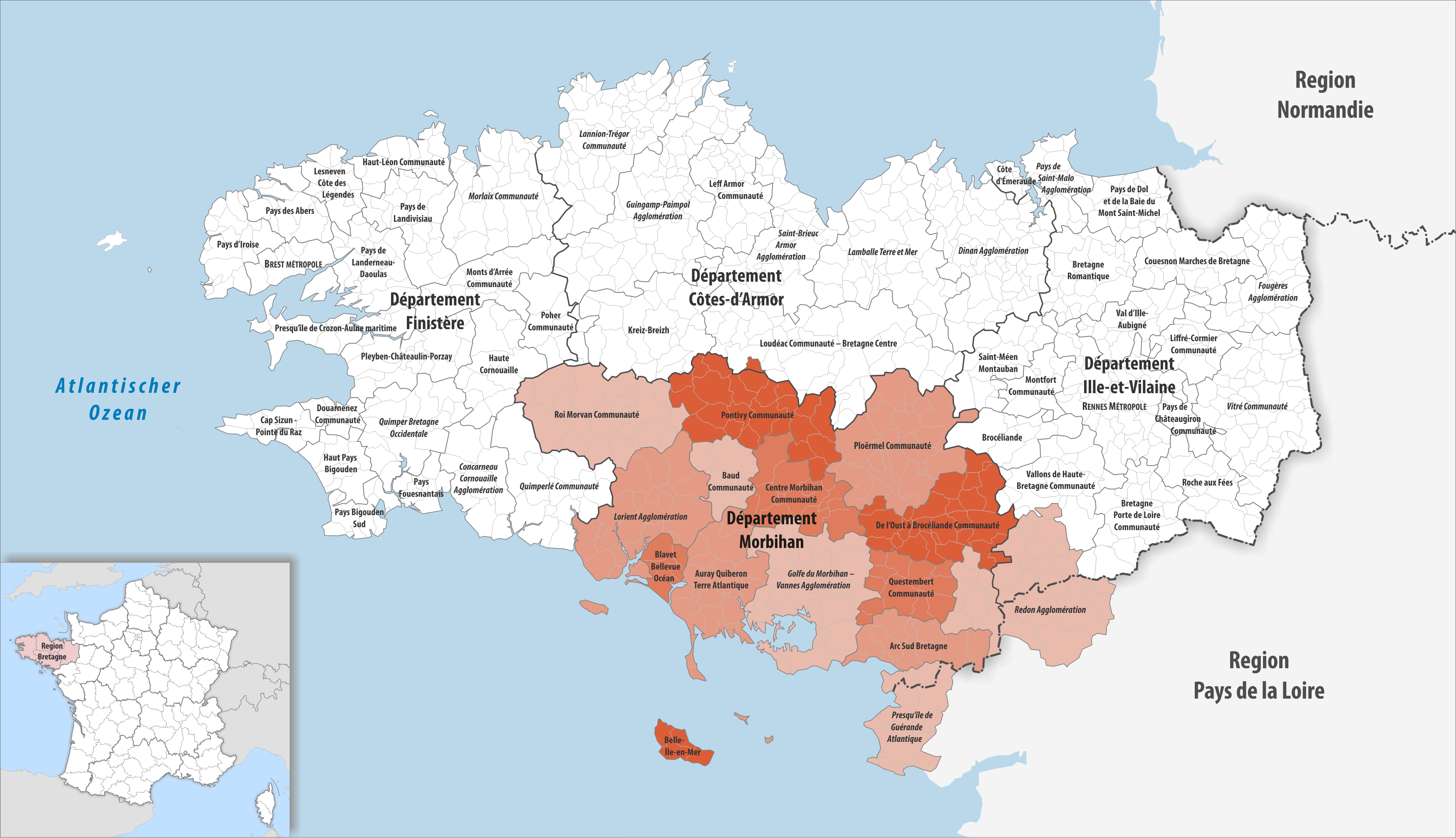
Gemeindeverbände im Département Morbihan

| Gemeindeverband                          | Gemeinden im Départ./Verband | Einwohner 1. Januar 2022 | Fläche km² | Dichte Einw./km² | SIREN- Nummer | Rechtsform                 | Gründungsdatum    |
| ---------------------------------------- | ---------------------------- | ------------------------ | ---------- | ---------------- | ------------- | -------------------------- | ----------------- |
| Arc Sud Bretagne                         | 12/12                        | 29.113                   | 352,91     | 82               | 200 027 027   | Communauté de communes     | 17. Dezember 2010 |
| Auray Quiberon Terre Atlantique          | 24/24                        | 91.034                   | 520,84     | 175              | 200 043 123   | Communauté de communes     | 1. Januar 2014    |
| Baud Communauté                          | 6/6                          | 16.419                   | 247,66     | 66               | 200 096 675   | Communauté de communes     | 23. November 2021 |
| Belle-Île-en-Mer                         | 4/4                          | 5.594                    | 85,63      | 65               | 245 600 465   | Communauté de communes     | 16. März 2000     |
| Blavet Bellevue Océan Communauté         | 5/5                          | 18.567                   | 116,60     | 159              | 245 600 440   | Communauté de communes     | 8. Dezember 1993  |
| Centre Morbihan Communauté               | 12/12                        | 27.003                   | 420,89     | 64               | 200 096 683   | Communauté de communes     | 26. August 2016   |
| De l’Oust à Brocéliande Communauté       | 26/26                        | 39.885                   | 640,13     | 62               | 200 066 785   | Communauté de communes     | 26. August 2016   |
| Golfe du Morbihan – Vannes Agglomération | 34/34                        | 177.719                  | 807,40     | 220              | 200 067 932   | Communauté d’agglomération | 26. August 2016   |
| Lorient Agglomération                    | 25/25                        | 208.113                  | 738,71     | 282              | 200 042 174   | Communauté d’agglomération | 1. Januar 2014    |
| Ploërmel Communauté                      | 30/30                        | 42.842                   | 804,76     | 53               | 200 066 777   | Communauté de communes     | 26. August 2016   |
| Pontivy Communauté                       | 23/24                        | 46.032                   | 718,96     | 64               | 245 614 433   | Communauté de communes     | 16. November 2000 |
| Presqu’île de Guérande Atlantique        | 3/15                         | 77.687                   | 386,12     | 201              | 244 400 610   | Communauté d’agglomération | 30. Dezember 2002 |
| Questembert Communauté                   | 13/13                        | 24.396                   | 328,07     | 74               | 245 614 383   | Communauté de communes     | 30. Dezember 1997 |
| Redon Agglomération                      | 11/31                        | 67.121                   | 990,93     | 68               | 243 500 741   | Communauté d’agglomération | 29. April 1996    |
| Roi Morvan Communauté                    | 21/21                        | 25.059                   | 763,30     | 33               | 245 614 417   | Communauté de communes     | 29. Dezember 1998 |